# Mangaka
Mangaka (漫画家) är det japanska ordet för serieskapare, och har i Europa och Nordamerika kommit att få betydelsen "japansk serieskapare", manga-skapare.

## Lista över mangaka
A B C D E F G
H I J K L M N
O P Q R S T
U V W X Y Z

### A
- Ken Akamatsu
- Shiro Amano
- Hiromu Arakawa
- Hitoshi Ashinano

### B
- Ippongi Bang
- Daichi Banjou

### C
- CLAMP
- Katy Coop

### D
-

### E
- Emura

### F
- Toru Fujisawa
- Kiyo Fujiwara

### G
-

### H
- Tatsuya Hamazaki
- Tachibana Higuchi
- Akira Himekawa
- Matsuri Hino
- Kouta Hirano
- Kōhei Horikoshi
- Yumi Hotta

### I
- Rei Idumi
- Ryōichi Ikegami
- Mia Ikumi
- Makoto Isshiki
- Junji Itō

### J
- Judal

### K
- Eiko Kadono
- Hideyuki Kekuchi
- Masashi Kishimoto
- Seishi Kishimoto
- Jin Kobayashi
- Goseki Kojima
- Tite Kubo
- Iō Kuroda

### L
-

### M
- Hiromi Mashiba
- Hiro Mashima
- Leiji Matsumoto
- Gorō Miyazaki
- Hayao Miyazaki
- Kyoko Mizutani
- Anno Moyoco
- Natsumi Mukai

### N
- Yoshiki Nakamura
- Keiji Nakazawa
- Tsutomu Nihei

### O
- Takeshi Obata
- Eiichiro Oda
- Oh! Great
- Katsuhiro Otomo

### P
-

### Q
-

### R
- Marimo Ragawa
- Noboru Rokuda

### S
- Yoshiko Sadamoto
- Miku Sakamoto
- Hiroaki Samura
- Masamune Shirow
- Yukiru Sugisaki

### T
- Kazuki Takahashi
- Rumiko Takahashi
- Yoshihiro Takahashi
- Natsuki Takaya
- Hiroyuki Takei
- Naoko Takeuchi
- Meka Tanaka
- Arina Tanemura
- Yoshihiro Tatsumi
- Buichi Terasawa
- Osamu Tezuka
- Yoshihiro Togashi
- Akira Toriyama
- Ema Toyama

### U
- Naoki Urasawa
- Yoshito Usui

### V
-

### W
- Nobuhiro Watsuki

### X
-

### Y
- Reiko Yoshida
- Mine Yoshizaki
- Kaori Yuki
- Makoto Yukimura

### Z
-